# Frederick Russell Burnham
Frederick Russell Burnham (ur. 11 maja 1861 w Tivoli w stanie Minnesota, zm. 1 września 1947 w Santa Barbara) – amerykański zwiadowca, obieżyświat, łowca przygód, znany ze swej służby dla British Army w czasach Wyścigu o Afrykę oraz z przekazania idei woodcraft Robertowi Baden-Powellowi, która stała się główną inspiracją do założenia międzynarodowego ruchu skautowego.
Burnham posiadał niewielkie formalne wykształcenie. Uczęszczał do szkoły średniej, jakkolwiek nigdy jej nie ukończył. Karierę zawodową rozpoczął w wieku 14 lat na Amerykańskim Południowym Zachodzie jako zwiadowca i tropiciel. Następnie udał się do Afryki, gdzie jego umiejętności okazały się mocno poszukiwane. W krótkim czasie został oficerem w British Army, biorąc udział w kilku bitwach. W tym okresie zaprzyjaźnił się z Robertem Baden-Powellem, przekazując mu swoją wiedzę i zapał do czegoś, co później zostało określone jako skauting.
W późniejszym okresie był aktywny na wielu polach działalności: zajmował się szpiegostwem, poszukiwaniem kopalin, ochroną przyrody, pisaniem oraz biznesem. Jego potomkowie są cały czas zaangażowani w ruch skautowski.
Frederick Russel Burnham był bratem inżyniera wydobywczego i szpiega Mather Howard Burnhama oraz kuzynem porucznika Howarda Mathera Burnhama, który zginął w wojnie secesyjnej.

## Wczesny okres życia
Burnham urodził się w rodzinie misyjnej w indiańskim rezerwacie w Tivoli w stanie Minnesota. Będąc małym dzieckiem był świadkiem indiańskiego ataku na miejscowość New Ulm. Podczas powstania Dakotów w 1862, licząca wówczas około 900 mieszkańców osada została dwukrotnie zaatakowana przez mieszkających wcześniej w tej okolicy Dakotów Santee. Indiańscy wojownicy pod wodzą Taoyateduty (Małej Wrony) nie zdołali zdobyć osady. Dla ułatwienia obrony mieszkańcy spalili około 190 drewnianych budynków, a po odparciu drugiego ataku (przy wsparciu ze strony odsieczy pod wodzą płk. Charlesa E. Flandraua) czasowo ewakuowali się do pobliskiego Mankato. W obu starciach zginęło łącznie około 40 białych osadników. Podczas tego zdarzenia matka, Rebecca (Elizabeth) Russel Burnham, ukryła niespełna dwuletniego chłopca w koszu pełnym plew kukurydzianych, po czym ratowała się ucieczką. Po tym jak Dakotowie zostali odpędzeni, powróciła w opuszczone miejsce widząc spalony dom. Małemu chłopczykowi, który zasnął w koszyku, nic się nie stało.
Młody Burnham uczęszczał do szkół w Iowa, gdzie poznał Blanche Blick, która później została jego żoną. W 1870 rodzina przeprowadziła się do Los Angeles. Dwa lata później zmarł pochodzący z Kentucky ojciec Fredericka – Edwin Otway Burnham, który przez długi czas był pionierem i misjonarzem w okolicach rezerwatu indiańskiego Ho Chunk (Winnebago) w Minnesocie. W czasie śmierci ojca miał 12 lat. Matka wraz z mającym wówczas zaledwie trzy lata Howardem Burnhamem – bratem Frederica – powróciła do Iowa, natomiast młody Burnham pozostał w Kalifornii, gdzie prowadził dostatnie życie.

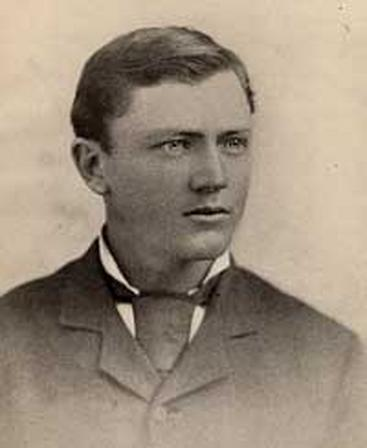
Frederick Burnham - zdjęcie portretowe, 1881 r.

Przez kolejne trzy lata Burnham pracował dla Western Union Telegraph Company jako kurier konny. Obszarem jego działania była Kalifornia i Arizona. Pewnego razu słynny w okolicy, wyjęty spod prawa kalifornijski przestępca Tiburcio Vasquez dokonał zuchwałej kradzieży jego konia. W wieku 14 lat rozpoczął życie skauta (zwiadowcy) i tropiciela Indian podczas wojen Apaczów. Podróżował po północnym Meksyku i Południowym Zachodzie, zarabiając na życie jako łowca bizonów, kowboj oraz poszukiwacz kopalin. Kontynuował pracę zwiadowcy podczas tropienia Indian w wojnach Czejenów. Ostatecznie podjął naukę w szkole średniej w Kalifornii, ale nigdy jej nie ukończył.
W 1882 udał się do Arizony, gdzie został mianowany zastępcą szeryfa Hrabstwa Pinal, lecz wkrótce powrócił do wypasania bydła i poszukiwania ropy naftowej i złota. Przyłączył się do jednej ze stron w wendecie Tonto Basin, po czym musiał ratować się ucieczką i ledwie uniknął śmierci. Następnie powrócił do Prescott (Iowa), aby odwiedzić swoją dawną miłość – Blanche. Para postanowiła się pobrać. Ślub odbył się 6 lutego 1884. W tym samym roku rozpoczęli prace przy zakładaniu gaju cytrusowego w Pasadenie, jednakże Frederick w ciągu roku powrócił do swoich dawnych zajęć.
W latach 80. XIX wieku prasa amerykańska popularyzowała myśl, że Zachód został zdobyty i nie ma już nic do przejęcia. Ta idea zmieniła życie Burnhama. Będąc najemnikiem zawsze kierował swoje kroki w kierunku słabo rozwiniętych miejsc. Kiedy usłyszał o pionierskich pracach Cecila Rhodes zorientowanych na budowę Kolei Kapsztadzko-Kairskiej („Cape to Cairo Railway”) w Afryce, sprzedał swój skromny majątek i w 1893 popłynął, wraz z żoną i małym synkiem, do Kapsztadu. Podjął pracę w Brytyjskiej Kompanii Południowoafrykańskiej, gdzie służył jako zwiadowca, infiltrując tereny położone na północ. Jego umiejętności tropicielskie rozeszły się głębokim echem w Afryce, a zważywszy na jego zdolności skutecznej pracy o zmroku, miejscowi ochrzcili go zaszczytnym mianem: „Ten który widzi w ciemności”.

## Kariera wojskowa

### Pierwsza wojna matabelska

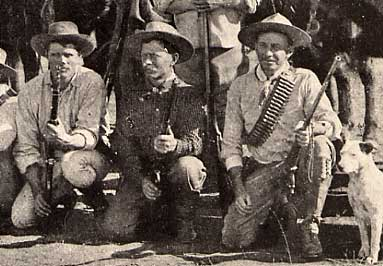
Burnham w Afryce. Archiwalna fotografia z 1893 roku przedstawiająca trzech zwiadowców Brytyjskiej Kompanii Południowoafrykańskiej: Baina (po lewej); Fredericka Russella Burnhama (w środku) i Maurice’a Gifforda (po prawej).

Pierwszy poważny test Burnhama w Afryce miał miejsce w 1893, kiedy Brytyjska Kompania Południowoafrykańska zaangażowała się w wojnę z Matabelami zjednoczonymi przeciwko brytyjskiemu panowaniu pod wodzą króla Lobenguli. Ówczesny administrator Rodezji Południowej Leander Starr Jameson miał nadzieję na szybkie pokonanie Matabeli. Kluczem do sukcesu miało być pojmanie Lobenguli w królewskim mieście Bulawayo. Burnham oraz towarzysząca mu mała grupa skautów (zwiadowców) zostali skierowani do miasta celem informowania o bieżącej sytuacji na miejscu. Wkrótce po przybyciu na miejsce, będąc na przedmieściach, ujrzeli jak rozwścieczeni Matabele palą i niszczą wszystko w swoim zasięgu. Do czasu przybycia pokaźnych sił angielskich, Lobengula i jego ludzie zdążyli uciec, pozostawiając po sobie widok, który niewiele przypominał dawne Bulawayo.

#### Shangani patrol
Po tym jak okazało się, że Bulawayo jest wyludnione, Jameson uformował kolumnę żołnierzy w celu zlokalizowania i pojmania Lobenguli. Kolumna pod dowództwem majora Patricka Forbesa, 3 grudnia 1893 rozbiła obóz na południowym brzegu rzeki Shangani - około 40 km na południowy wschód od wsi Lupane. Następnego dnia, późnym popołudniem, 12 mężczyznom prowadzonych przez majora Allana Wilsona polecono przekroczyć rzekę celem zbadania terenu. Patrol Wilsona natknął się na grupę matabelskich kobiet i dzieci, które twierdziły, że znają miejsce pobytu Lobenguli. Burnham, który służył jako główny zwiadowca patrolu, wyczuł pułapkę i doradził Wilsonowi wycofanie się, jednakże dowódca zarządził kontynuowanie zwiadu.
Niedługo po tym patrol odnalazł miejsce pobytu króla i Wilson posłał po posiłki. Forbes był negatywnie ustosunkowany do pomysłu przeprawiania się przez rzekę w ciemności, w związku z czym posłał celem wsparcia patrolu Wilsona jedynie 20 mężczyzn pod dowództwem Henry’ego Borrowa. Zamierzał przy tym skierować na drugą stronę rzeki główne siły oraz artylerię dopiero wczesnym rankiem, jednakże zostały one wciągnięte w zasadzkę, w związku z czym marsz się opóźnił. Patrol Wilsona także został zaatakowany. Na domiar złego rzeka Shangani wystąpiła z brzegów, co spowodowało brak możliwości bezpiecznego wycofania się. Znajdując się w bardzo trudnym położeniu Wilson wydał rozkaz dla Burnhama oraz dwóch innych zwiadowców - Pearla „Pete” Ingrama (kowboja ze stanu Montana) i George’a Goodinga (Australijczyka) – aby przekroczyli rzekę, odszukali Forbesa oraz przyprowadzili posiłki. Pomimo gradu kul i strzał trójce udało się odszukać Forbesa, jednakże odkryli że walki są tu równie zacięte jak w miejscu z którego przybyli. Nie było zatem możliwości aby sprowadzić posiłki. Podczas gdy Burnham przeładowywał broń, aby odeprzeć atak Matabelów, cicho powiedział Forbes'owi: „Myślę, że mogę powiedzieć, że jesteśmy jedynymi, którzy ocaleją z tego przyjęcia”. Rzeczywiście - Wilson, Borrow i ich ludzie otoczeni przez setki matabelskich wojowników znaleźli się w potrzasku. Ucieczka okazała się niemożliwa i wszyscy polegli na polu walki
Historycy zajmujący się tematyką kolonialnej Rodezji ochrzcili to wydarzenie jako Shangani patrol, a Wilsona i Borrowa okrzyknęli mianem narodowych bohaterów. Za służbę w tej wojnie Burnham otrzymał British South Africa Company Medal, złoty zegarek oraz 120 ha ziemi w Matabelelandzie. W tym miejscu odkrył on następnie wiele artefaktów, które znajdowały się w rozciągających się na dużych obszarach granitowych ruinach - pozostałościach po Królestwie Zimbabwe (1220–1450).

### Eksploracja północnej Rodezji
w 1895 Burnham został oddelegowany do nadzorowania i poprowadzenia Northern Territories (BSA) Exploration Co. - ekspedycji, której doniosła rola polegała na tym, że jako pierwsza odkryła dla Brytyjskiej Kompanii Południowoafrykańskiej duże złoża miedzi w Północno-Wschodniej Rodezji. Badając tereny położone wzdłuż biegu rzeki Kafue (wówczas w Północno-Wschodniej Rodezji), Burnham dostrzegł wiele podobieństw do złóż miedzi, które miał okazję obserwować wcześniej podczas swojej pracy w Stanach Zjednoczonych, jak również zauważył, że miejscowa ludność ma zwyczaj noszenia bransoletek wykonanych z miedzi. Jego ekspedycje w Rodezji miały tak duże znaczenie, iż został zaproszony w poczet członków Królewskiego Towarzystwa Naukowego w Londynie W związku z odkryciami Brytyjska Kompania Południowoafrykańska wybudowała w Pasie Miedzionośnym osiedla górnicze oraz linie kolejową w celu transportu miedzi przez Mozambik.

### Druga wojna matabelska

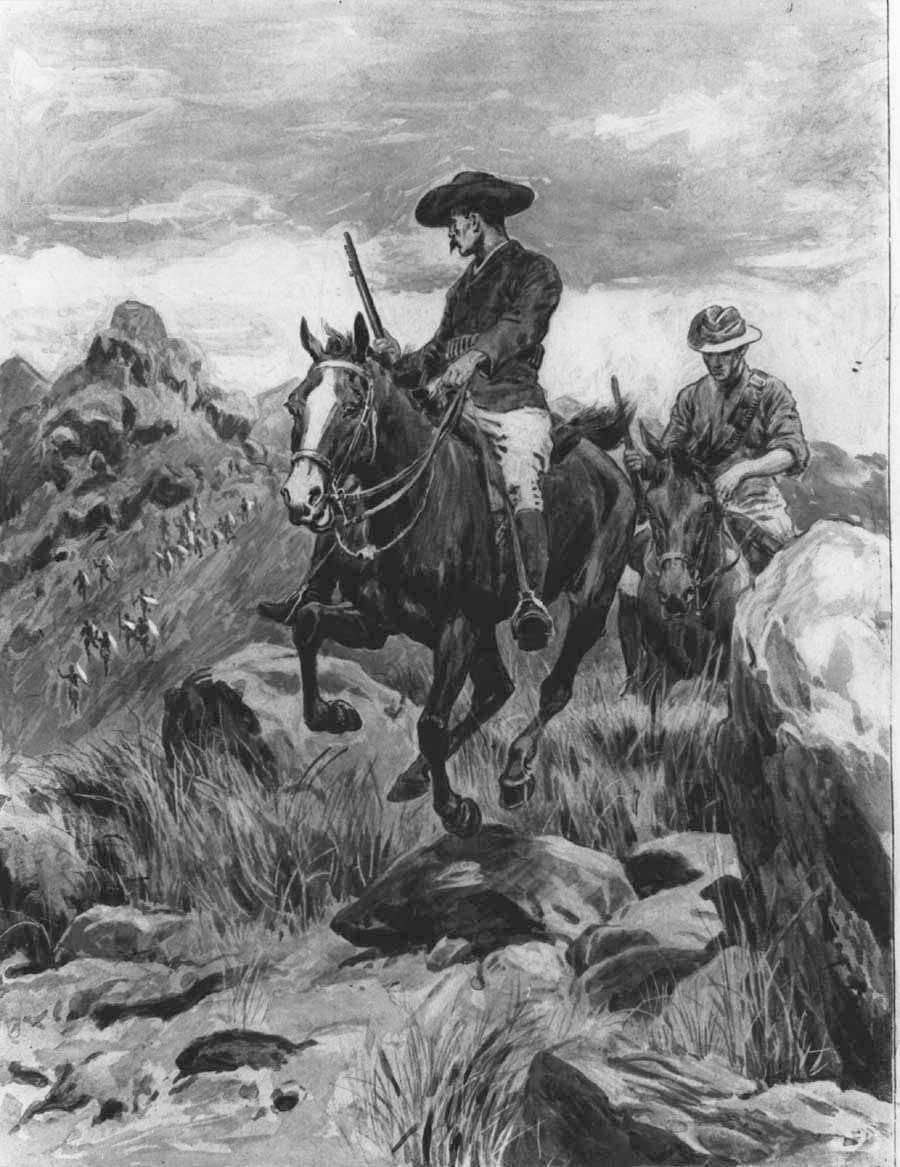
Burnham i Armstrong po zabiciu Mlimo. Matabelscy wojownicy w dzikim pościgu.

W marcu 1896 Matabelowie po raz kolejny wzniecili powstanie przeciwko władzom Brytyjskiej Kompanii Południowoafrykańskiej, które jest dzisiaj świętowane w Zimbabwe jako pierwsza wojna o niepodległość. Uznaje się, że duży udział w podżeganiu do konfrontacji z Brytyjczykami miał Mlimo, charyzmatyczny i duchowy lider Matabelów. Angielskie siły obronne były rozproszone i źle zorganizowane, co było w dużej mierze związane z ich wcześniejszym zaangażowaniem w kompromitujący i zakończony niepowodzeniem rajd Jamesona.
Następstwem słabej i źle zorganizowanej obrony były duże straty po stronie białych osadników w pierwszych miesiącach konfliktu. Zaczęli oni pośpiesznie organizować formacje obronne, wznosić umocnienia w centrum Bulawayo oraz aranżować patrole pod przywództwem m.in. Burnhama, Roberta Baden-Powella i Frederica Selousa. Około 50 tys. wojowników matabelskich wycofało się do swoich umocnień położonych w Matopo Hills, nieopodal Bulawayo. Miejsca te stały się wkrótce scenerią krwawych starć z patrolami białych osadników.

#### Zabójstwo Mlimo
Przełomowym punktem wojny było przedostanie się Burnhama i młodego zwiadowcy o imieniu Bonar Armstrong do świętej jaskini, w której ukrywał się Mlimo. Nieopodal tego miejsca znajdowała się wieś złożona z około 100 chat, w której przebywało dużo wojowników. Dwóch skautów (zwiadowców) po przybyciu na miejsce przywiązało konie w pobliskich zaroślach, a następnie bardzo ostrożnie przeczołgało się w kierunku wejścia do jaskini, maskując przy tym swoje powolne ruchy za pomocą zerwanych uprzednio gałęzi. Kiedy znaleźli się już wewnątrz jaskini czekali na Mlimo, który tymczasowo opuścił to miejsce. Oceniano wówczas, że Mlimo miał około 60 lat, ostre rysy twarzy, skórę o odcieniu głębokiej czerni. W amerykańskiej prasie pojawiały się informacje, które opisywały go jako człowieka o okrutnym, przebiegłym spojrzeniu. Burnham i Armstrong cierpliwie czekali do czasu aż Mlimo wszedł do jaskini i zaczął taniec wypędzenia złych mocy. Wyczekawszy stosowny moment Burnham strzelił w kierunku Mlimo, trafiając w okolice serca.

Burnham jest najlepszym skautem, który kiedykolwiek służył w Afryce. Był moim Szefem Skautów w '96 w Matabelelandzie i stanowił oczy i uszy moich sił. – Gen. Carrington, dowódca sił brytyjskich w czasie II wojny matabelskiej.

Dwóch zwiadowców przeskoczyło przez ciało leżącego na ziemi Mlimo i zbiegło w dół ścieżką prowadzącą do koni przywiązanych w zaroślach. W tym czasie setki wojowników z pobliskiego obozowiska chwyciło za broń i udało się w pogoń za uciekinierami. Aby odciągnąć uwagę Burnham podłożył ogień pod chaty Matabeli. Następnie dwóch mężczyzn dosiadło swoich koni i popędziło w kierunku Bulawayo. Niedługo po tym jak wieść zastrzeleniu Mlimo rozniosła się po okolicy, Cecil Rhodes dumnie paradował bez rynsztunku po obozowisku Matabelów na Matopo Hills i przekonywał impi, aby złożyli broń, kończąc w ten sposób drugą wojnę matebelską.

### Gorączka złota nad Klondike
Zaraz po zakończeniu wojny z Matabelami Burnham zadecydował o opuszczeniu Afryki i stawieniu czoła nowym wyzwaniom. Powrócił z rodziną do Kalifornii, gdzie pozostawił żonę i młodszego syna pod jej opieką. Niedługo po tym zabrał swojego najstarszego, mającego wówczas 12 lat syna Rodericka w podróż na Alaskę i Yukon. Celem nowej wyprawy było wzięcie udziału w wydarzeniu, które jest dziś znane jako gorączka złota nad Klondike. Po usłyszeniu o wybuchu wojny hiszpańsko-amerykańskiej Burnham niezwłocznie udał się z powrotem do Kalifornii, aby zgłosić się ochotniczo do służby wojskowej, jednakże zanim zdążył przystąpić do walki, działania zbrojne zakończyły się pokojem. W związku z tym powrócił do Klondike. Pułkownik Theodore Roosevelt żałował takiego obrotu sprawy równie mocno jak Burnham, czego dał wyraz w swojej książce, w której wyraził uznanie dla jego postawy.

### II wojna burska
W styczniu 1900 w czasie gdy był zajęty poszukiwaniem złota w Skagway na Alasce, Burnham otrzymał następujący telegram: Lord Roberts mianuje cię do swojej osobistej służby jako szef Skautów. Jeśli akceptujesz tę propozycję, przybądź tak szybko jak to możliwe. Jakkolwiek Kapsztad znajduje się po przeciwnej stronie globu względem Klondike, Burnham wyruszył na spotkanie w ciągu godziny. Przybył na front tuż przed rozpoczęciem bitwy pod Paardeberg. Podczas wojny większość czasu spędził po drugiej stronie linii frontu, zdobywając informacje i wysadzając mosty i podkłady kolejowe. Dwukrotnie został złapany i dwukrotnie udało mu się uciec z niewoli. Przez pewien czas był niezdolny do walki z powodu odniesienia bardzo poważnych, prawie śmiertelnych ran.
W procedurze, która nie była stosowana wobec obcokrajowców, Burnham otrzymał z rąk Lorda Robertsa stopień kapitana. Po raz pierwszy trafił do niewoli, gdy próbował ostrzec kolumnę brytyjskich wojsk zbliżających się do Thaba Nchu. Natknął się na grupę Burów ukrytą na brzegach rzeki, do której zbliżał się oddział brytyjskich żołnierzy. Odcięty od swoich, Burnham postanowił dać sygnał dla zbliżających się żołnierzy, nie patrząc na to, iż takie zachowanie wystawi go na niebezpieczeństwo zlokalizowania jego pozycji przez wroga. Wykorzystując czerwoną chustę do głowy, Burnham sygnalizował żołnierzom konieczność odwrotu, aczkolwiek kolumna nie zwróciła uwagi na jego zabiegi i mozolnie, miarowo posuwała się do przodu w kierunku zasadzki, on sam natomiast został dostrzeżony i schwytany przez Burów. W walce która się wkrótce wywiązała Burnham udał, iż został zraniony w kolano. Utykając silnie na jedną nogę i krzycząc z bólu znalazł się w wozie łącznie z oficerami, którzy odnieśli prawdziwe, poważne obrażenia. Wóz ten nie był w związku z tym tak silnie strzeżony jak pozostałe – przeznaczone dla zdrowych jeńców. Pod wieczór tego samego dnia Burnham opuścił miejsce w powozie, przeszedł do przodu w kierunku miejsca woźnicy, delikatnie opuścił się pomiędzy kołami i znalazł się na drodze pomiędzy nogami dwóch rzędów wołów. Bardzo szybko wóz bezpiecznie przejechał ponad nim, a po chwili, kiedy kurz gromadził się jeszcze ponad drogą, Burnham przekoziołkował w kierunku rowu znajdującego się obok drogi, gdzie ukrył się, aby przeczekać przejazd kolumny. Cztery dni zajęło mu przedostanie się na angielską stronę frontu. W tym czasie przebywał na otwartym stepie utrzymując się przy życiu dzięki tabliczce sucharów i kilku kolbom kukurydzy.
2 czerwca 1900 podczas próby wysadzenia mostu kolejowego na linii Pretoria-Delagoa Bay w miejscowości Bronkhorstspruit (32 km na wschód od Pretorii), Burnham został otoczony przez grupę Burów i aby ujść cało musiał ratować się natychmiastową ucieczką. Niemal udało mu się wycofać, gdy jedna z kul śmiertelnie ugodziła jego konia. Upadając przygniótł on zwiadowcę swoim ciężarem, a impet upadku i kontaktu z ziemią sprawił, iż ten utracił przytomność. Niemal cały dzień znajdował się w stanie oszołomienia, a kiedy odzyskał przytomność zauważył, że zarówno towarzysze broni, jak i wrogowie oddalili się. Pomimo odczuwania przeszywającego bólu, ostatkiem sił udało mu się doczołgać się z powrotem do linii kolejowej, podłożyć ładunki i wysadzić tory kolejowe w dwóch miejscach. Zdając sobie sprawę, że huk spowodowany eksplozją szybko sprowadzi w to miejsce Burów, przeczołgał się do znajdującego się w pobliżu opuszczonego kraalu, gdzie przez dwa dni i noce leżał w stanie omdlenia. Po usłyszeniu odległych odgłosów strzelaniny, Burnham czołgając się zbliżył się w kierunku walki. W tym czasie było już dla niego obojętne, czy źródłem strzałów są karabiny Burów, czy też żołnierzy brytyjskich. Jak się szczęśliwie okazało w pobliżu przejeżdżał przyjacielski patrol, który przetransportował ciężko rannego Burnhama do Pretorii. Chirurdzy, którzy go operowali odkryli, że w wyniku upadku Burnham odniósł krytyczne obrażenia – rozerwaniu uległy mięśnie brzuszne i naczynia krwionośne żołądka. Jak się okazało przeżycie zawdzięczał jedynie temu, że przez trzy dni nie przyjmował żadnych posiłków.
Rany odniesione przez Burnhama były na tyle poważne, że został on przez lorda Robertsa skierowany na dalsze leczenie do Anglii. Dwa dni przed wyjazdem do Londynu został awansowany do stopnia majora. Po przyjeździe do Anglii jego przełożeni zorganizowali wspólny obiad z Królową Wiktorią oraz nocleg w rezydencji królewskiej Osborne House na wyspie Wight. Kilka miesięcy później król Edward VII osobiście wręczył Burnhamowi Queen’s South Africa Medal z czterema paskami za udział w bitwach pod Driefotein (10 marca 1900), Johannesburgiem (31 maja 1900), Paardebergiem (17-26 lutego 1900), Kolonią Przylądkową (11 października 1899 – 31 maja 1902). Za bohaterstwo podczas zwycięskiego Marszu na Pretorię otrzymał wówczas również Distinguished Service Order – drugie co do znaczenia brytyjskie odznaczenie wojskowe. Godnym podkreślenia jest fakt, iż Burnham został uhonorowany najwyższymi odznaczeniami ze wszystkich Amerykanów biorących udział w II wojnie burskiej.
Najbardziej utytułowanymi żołnierzami Burnhama biorącymi udział w drugiej wojnie burskiej byli Lovat Scouts, szkocki pułk pochodzący z regionu Highlands, który on sam opisywał jako „w połowie wilki, w połowie zające”. Skautowie (zwiadowcy) z tej jednostki byli doświadczeni w strzelectwie wyborowym, umiejętnościach polowych oraz taktyce bojowej. Po wojnie pułk kontynuował swoją działalność zostając pierwszą jednostką snajperską Armii Brytyjskiej.

### I wojna światowa
W chwili gdy Stany Zjednoczone przystąpiły do wojny przeciwko państwom centralnym, Kongres upoważnił Roosevelta do zorganizowania czterech dywizji ochotniczych na wzór Surowych Jeźdźców. Roosevelt zaraz wybrał osiemnastu oficerów (znaleźli się wśród nich: Burnham i Seth Bullock) i przekazał im odpowiednie rozkazy mobilizacyjne, utrzymując jednocześnie korespondencję z ówczesnym sekretarzem wojny Newtonem Bakerem. W ciągu kilku miesięcy zaciągnęło się więcej ochotników niż było trzeba, ale Baker odmówił swego poparcia. Zaskoczony Roosevelt wysłał do prezydenta Wilsona telegram z prośbą o pomoc, ale Wilson odmówił i Roosevelt ostatecznie rozwiązał oddział.